# Rudolf Lemke

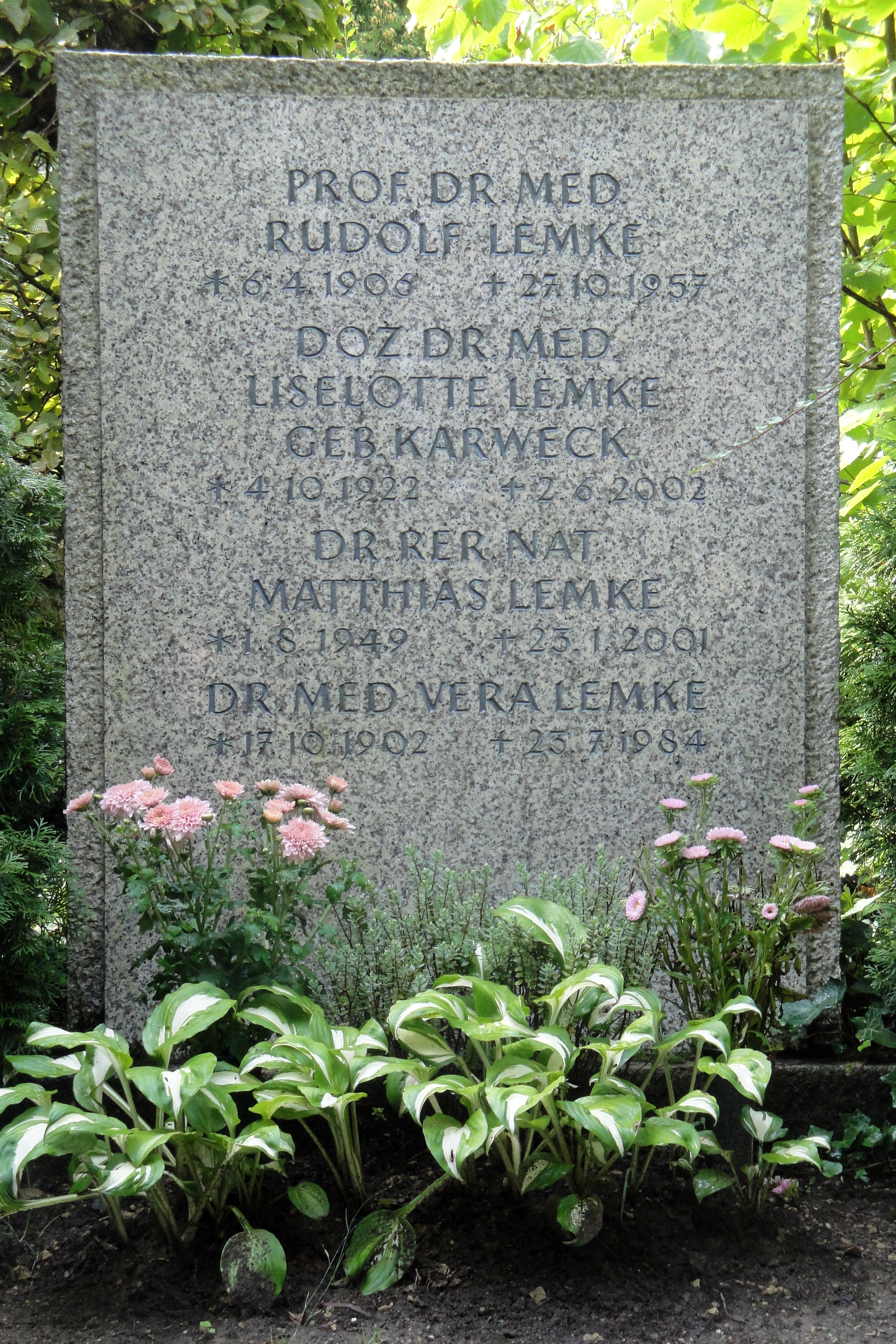
Grab von Rudolf Lemke auf dem Nordfriedhof in Jena

Rudolf Hermann Lemke (* 6. April 1906 in Gollnow; † 27. Oktober 1957 in Jena) war ein deutscher Psychiater, Neurologe und Hochschullehrer.

## Erste Jahre, Studium und Berufseinstieg
Lemke war der Sohn eines Schulleiters und späteren Mediziners. Er wuchs in Storkow auf und beendete seine Schullaufbahn 1923 an der Oberrealschule in Jena mit dem Abitur. Anschließend absolvierte er an den Universitäten Jena, Wien, Freiburg und Berlin ein Studium der Medizin, das er 1928 mit Staatsexamen abschloss. Im selben Jahr wurde er in Jena zum Dr. med. promoviert. Danach war er unter anderem Volontärassistent an der Medizinischen Klinik und am Pathologischen Institut der Universität Jena. Zwischenzeitlich war er tuberkulosekrank, genas aber später vollständig.
Ab 1931 war er an der Psychiatrischen und Nervenklinik der Universität in Jena unter Hans Berger als Assistenzarzt beschäftigt, den er bei dessen Forschungen zur Elektroenzephalographie (EEG) unterstützte.
Er habilitierte sich 1935 in Jena mit einer Schrift über ein Problem der Schizophrenie. Anschließend war er als Oberarzt und Privatdozent sowie ab 1942 als außerordentlicher Professor an der Universitätsnervenklinik Jena tätig.
Lemke war befreundet mit dem Maler Helmut Krause, mit dem er 1930 eine Reise nach Jugoslawien unternahm und der von ihm u. a. um 1950 ein Porträtgemälde schuf.

## Zeit des Nationalsozialismus und Zweiter Weltkrieg
Zur Zeit des Nationalsozialismus wirkte Lemke ab 1934 nebenamtlich am Erbgesundheitsgericht und später am Erbgesundheitsobergericht in Jena und war auch Mitarbeiter am Amt für Volksgesundheit. Am 14. Juni 1937 beantragte er die Aufnahme in die NSDAP und wurde rückwirkend zum 1. Mai desselben Jahres aufgenommen (Mitgliedsnummer 6.082.289). Zuvor war er bereits dem NS-Ärztebund und dem NS-Lehrerbund beigetreten. Gerhard und Schönberg attestieren ihm jedoch eine „politisch-kritische Haltung“ während der NS-Zeit, da er u. a. im Gegensatz zu dem Großteil seiner Kollegen nicht der SA beitrat.
Lemke forschte unter anderem zur Ursache und Entstehung der Homosexualität, in deren Bekämpfung er 1940 „eine vordringliche Aufgabe“ sah und eine „rassenhygienische Betreuung“ empfahl. Als Sachverständiger trat er in Strafverfahren gegen Homosexuelle auf. Seine diesbezüglichen Untersuchungen und Beobachtungen aus der klinischen und gutachterlichen Tätigkeit fasste er in der 1940 erschienenen Publikation „Über Ursache und strafrechtliche Beurteilung der Homosexualität“ zusammen. Er vertrat ein Theoriekonzept, dass Homosexualität ursächlich „einer endokrinen Störung des Zwischenhirns“ zu Grunde liegt und rein erbbiologische Erklärungen in Frage stellte.
Während des Zweiten Weltkrieges war er zeitweise als Arzt in der Nervenabteilung des Lazaretts in Jena eingesetzt.

## Hochschullehrer in der DDR
Nach Kriegsende konnte Lemke trotz seiner bekannten Verstrickungen in die NS-Gesundheitspolitik seine Hochschulkarriere fortsetzen. Er galt aufgrund antisemitischer Bemerkungen, seiner Empfehlung zur Sterilisation Homosexueller und der Mitwirkung am Erbgesundheitsobergericht als belastet, wurde jedoch trotz Vorbehalten mittels einer „Ausnahmeregelung der SMT rehabilitiert und entnazifiziert“. Sein Kollege, der Psychiater Erich Drechsler, hatte ihm in einem „Persilschein“ bescheinigt, ein „unerbittlicher Gegner des Nationalsozialismus“ gewesen zu sein und damit ein „einwandfreier Antifaschist“. Lemke war schließlich ab 1945 als Nachfolger des entlassenen Berthold Kihn zunächst kommissarisch Direktor der Psychiatrischen und Nervenklinik der Universität Jena. Ab Mai 1948 vertrat er den Lehrstuhl für Psychiatrie und Neurologie an der Universität Jena und wurde dort 1950 zum Ordinarius ernannt. Er starb am 27. Oktober 1957 „an den Komplikationen eines chronischen Ulcus duodeni“. Seine Grabstätte befindet sich auf dem Nordfriedhof in Jena.

## Wirken
Lemke machte sich in vielfältiger Weise um die Entwicklung der Psychiatrie verdient. Anfang der 1950er Jahre schuf er an der Psychiatrischen und Nervenklinik der Universität Jena eine vom Erwachsenenbereich separierte kinderneuropsychiatrische Abteilung, in der Kinder und Jugendliche auch tagesklinisch behandelt wurden. Seinerzeit aktuelle Therapiestandards in der Erwachsenenpsychiatrie wie beispielsweise Insulinschockverfahren übertrug er auf den Kinder- und Jugendbereich, ebenso fanden psychotherapeutische Verfahren Eingang in sein Behandlungskonzept. Er war Autor vieler Veröffentlichungen zur Psychiatrie und Neurologie aus dem gesamten fachspezifischen Spektrum. Die durch ihn eingeführte Bezeichnung „Vegetative Depression“ fand Eingang in die psychiatrische Fachliteratur. Er verfasste das Lehrbuch „Neurologie und Psychiatrie“, welches nach seinem Tod durch den Psychiater Helmut Rennert weitergeführt wurde. Gerhard und Schönberg bezeichnen ihn daher als „Nestor der Nervenheilkunde in der ehemaligen DDR“.

## Mitgliedschaften und Ehrungen
Lemke übernahm in der 1956 neu begründeten Gesellschaft für Psychiatrie und Neurologie der DDR den Vorsitz, ebenso bei der Arbeitskreis für Elektrencephalographie. Langjährig saß er der medizinisch-wissenschaftlichen Gesellschaft für Psychiatrie und Neurologie in Jena vor. Zudem war er Vorstandsmitglied und Vertreter der Lehrstuhlinhaber der Deutschen Gesellschaft für Psychiatrie und Nervenheilkunde. Er wurde in der DDR mit dem Titel Verdienter Arzt des Volkes geehrt.

## Familie
In erster Ehe war er seit August 1939 mit Antje Bultmann Lemke (1918–2017), einer Tochter des Theologieprofessors Rudolf Bultmann und spätere Bibliothekarin, verheiratet. Die Ehe wurde jedoch bereits am 26. Februar 1942 wieder geschieden. Kurz nach Kriegsende heiratete er erneut, seine Ehefrau starb jedoch am 24. Dezember 1945 durch Suizid. Mit seiner dritten Ehefrau, einer Ärztin, hatte er fünf Söhne.

## Malender Nervenarzt
Der passionierte Hobbymaler Lemke war ein langjähriger Freund des ostfriesischen Malers Hans Trimborn, mit dem er einen ausgiebigen Schriftwechsel führte. Dieser von 1931 bis 1957 geführte Briefwechsel wurde von seinem Sohn 2004 veröffentlicht.
Möglicherweise durch seine erste Ehefrau lernte er die Dichterin Ricarda Huch kennen, die mit Antje Bultmann-Lemke eng befreundet war. Bultmann-Lemke gelang es, Huch zu überreden, sich 1941 von ihrem Mann porträtieren zu lassen; zuvor hatte Huch ein entsprechendes Angebot von Otto Dix nicht angenommen.
Von 1952 bis 1957 fuhr er immer wieder nach Weimar, um mit dem Grafiker und Drucker Arno Fehringer zu experimentieren und eigene Ideen lithografisch umzusetzen.

## Schriften (Auswahl)
- Geschichtliche Darstellung der Theorien über die Entstehung des Krebses, Langensalza 1928 (zugleich Jena, Med. Dissertation, 1929).
- Über die soziale Prognose der Schizophrenie unter besonderer Berücksichtigung des encephalographischen Befundes (Habilitationsschrift an der Universität Jena, 1935).
- Über Ursache und strafrechtliche Beurteilung der Homosexualität, Fischer, Jena 1940.
- Neurologie und Psychiatrie : Grundlinien f.d. Studium u.d. Praxis, J. A. Barth, Leipzig 1956 (bis 1970 erweitert in fünf Auflagen erschienen).
- Psychiatrische Themen in Malerei und Graphik, VEB G. Fischer, Jena 1958 (bearbeitet von Helmut Renner).
- Atlas der Pneumoenzephalographie bei Hirntumoren, VEB Verlag Volk und Gesundheit, Berlin 1959 (Unter Mitarb. u. abschließender Bearb. von Roland Werner).